# Лесаж, Огюстен
Огюстен Лесаж (фр. Augustin Lesage; 9 августа 1876, Сен-Пьер-ле-Ошель — 21 февраля 1954, Бурбур) — французский художник и оккультист, спирит-медиум.

## Жизнь и творчество
О. Лесаж родился и вырос на северо-востоке Франции, в небольшом городке Сен-Пьер-ле-Ошель. Женившись, он живёт в Бурбуре, где работает — как и его отец и дед — шахтёром. В 1911 году, находясь вечером на разработке в шахте, Лесаж внезапно слышит неведомый голос, предсказывающий ему будущее художника. Через несколько месяцев он принимает участие в спиритических сеансах, и при этом предсказание повторяется. Лесаж начинает заниматься живописью — методом автоматического рисунка, причём сам он полагает, что направляет его руку дух скончавшейся 3 года назад его сестры Марии. Через восемь месяцев О. Лесаж создаёт свою первую большую картину — полотно величиной 3×3 метра, на котором расположены сотни маленьких орнаментированных фигур в основном архитектурного и флористического характера. Свои работы художник подписывает такими именами, как «Леонардо да Винчи» и «Мариус де Туне». С 1914 года и по 1916-й он не занимается живописью, затем вновь начинает рисовать. С 1923 О. Лесаж более не работает шахтёром и целиком посвящает себя искусству. Отныне он вращается в спиритуалистическом обществе, рисует свои мистические картины перед публикой. В 1927 году он приглашается в парижский Институт метемпсихоза, где демонстрирует полотна, созданные в состоянии медиума, под воздействием мистических сил. Художник начинает интересоваться историей и культурой Древнего Египта и объявляет, что он является реинкарнацией некоего египетского художника, жившего во времена фараонов. В картинах О. Лесажа появляются древнеегипетские и тибетские письмена, а также зороастрийские, индуистские и христианские символы.
О. Лесаж описывает свой творческий процесс следующим образом: «До того, как начинается работа над картиной, я не имею представления, что будет нарисовано. Духи говорят мне: „Не пытайся разузнать, что ты создашь“. И я следую их указаниям. Когда я беру тюбик с краской, то не знаю, какого она цвета. Я понимаю, что это невероятно, однако следую своим наставникам, как ребёнок». Рисуя вплоть до самой своей смерти, художник создал около 800 картин, отличительной чертой которых является симметрический порядок и периодическое повторение тонко выписанных деталей.